# Elogio alla bruttezza
Elogio alla bruttezza è un romanzo di Loredana Frescura, pubblicato nel 2006.

## Edizioni
- Loredana Frescura, Elogio alla bruttezza, Fanucci Editore (collana Teens), 2006,  p. 176, ISBN 88-347-1204-8.